# Idi Amin Dada
Idi Amin Dada, all'anagrafe Idi Amin Dada Oumee (Koboko, 17 maggio 1925 – Gedda, 16 agosto 2003), è stato un politico, generale e dittatore ugandese, Presidente dell'Uganda dal 1971 al 1979.
La sua condotta in Uganda fu improntata alla più settaria violenza, includendo la persecuzione razziale degli Acholi, Lango, Indiani e altri gruppi etnici inclusi quelli di religione induista e cristiana. L'ammontare delle vittime causate dal regime di Amin non è mai stato quantificato in maniera precisa. Una stima della International Commission of Jurists ha ipotizzato che esse siano non meno di 80 000 e verosimilmente vicine ai 300 000. Un'altra stima, effettuata dalle organizzazioni degli esuli con l'aiuto di Amnesty International, pone il numero di vittime a 500 000 morti.
Idi Amin si autoconferì il titolo di Eccellenza, Presidente a vita, Feldmaresciallo Al Hadji Dottor Idi Amin, VC, DSO, MC, Signore di Tutte le Bestie della Terra e dei Pesci del Mare e Conquistatore dell'Impero britannico, in Africa in Generale e in Uganda in Particolare.

## Biografia

### Infanzia e adolescenza
Idi Amin non scrisse mai un'autobiografia e non autorizzò mai nessuno a scriverla. Ci sono perciò disaccordi sul dove e quando lui sia nato. Le fonti biografiche usualmente ci danno come luogo Koboko nella Provincia del Nilo Occidentale nella tribù dei kakwa, e come data il 1924 o il 1925. Accettando i dati del ricercatore ugandese Fred Guweddeko della Makerere University, Idi Amin sarebbe nato a Kampala il 17 maggio 1928 come Idi Awo-Ongo Angoo, da Andreas Nyabire (1889 - 1976). Nyabire era di etnia kakwa e di religione cattolica ma in seguito si convertì all'Islam e cambiò il proprio nome in Amin Dada. Si dice di Amin che il soprannome Dada gli fu dato durante la carriera militare.
Abbandonato dal padre, Idi Amin fu cresciuto dalla famiglia materna. Sua madre, secondo Guweddeko, si chiamava Assa Aatte (1904-1970), apparteneva all'etnia lugbara ed era un'erborista tribale che curò anche membri della famiglia reale del Buganda. Amin iniziò a frequentare una scuola islamica di Bombo nel 1941, dove eccelse nella recitazione del Corano. Altre fonti sostengono che fu invece cresciuto da una scuola di missionari, pur rimanendo semianalfabeta. Dopo pochi anni lasciò la scuola e fece lavori occasionali prima di essere arruolato nell'esercito coloniale britannico.

### Carriera militare
Amin entrò a far parte dei King's African Rifles (KAR) dell'esercito coloniale britannico nel 1946 nei servizi di lavanderia e cucina mentre era una recluta in addestramento. Nel 1947, con il grado di soldato semplice, fu trasferito in Kenya a prestare servizio in fanteria. Idi Amin dichiarò in seguito di aver prestato servizio nel reggimento KAR nella campagna di Birmania durante la seconda guerra mondiale; questo è incerto ma i documenti dicono che il suo arruolamento fu successivo alla fine della guerra.
Prestò servizio nella 21ª Brigata di fanteria dei KAR presso Gigil, Kenya, fino al 1949; in seguito la brigata fu dispiegata in Somalia per contrastare i ribelli Shifta che effettuavano razzie di bestiame bovino. Nel 1952 il suo battaglione fu impiegato per contrastare i Mau-Mau. Fu promosso caporale lo stesso anno e sergente nel 1953.
Nel 1954 Amin fu nominato effendi (warrant officer), all'epoca il più alto grado conferibile a un africano di colore nell'esercito coloniale britannico, equivalente a quello di maresciallo. Sembra che abbia acquisito il soprannome "Dada" durante il periodo di servizio in Kenya; infatti ogni qualvolta veniva sorpreso insieme a una donna nella sua tenda si difendeva dichiarando che era sua "dada" (sorella in swahili), in modo tale da lasciare ai suoi superiori un modo per evitargli una punizione.
Amin ritornò in Uganda nel 1954. Nel 1961, mancando due anni all'indipendenza dell'Uganda, fu uno dei primi due ugandesi a diventare ufficiale con il grado di sottotenente. Fu quindi assegnato alla repressione delle razzie di bestiame che avvenivano tra i karamojong dell'Uganda e i nomadi turkana del Kenya. Ricevuto l'ordine di disarmare entrambi i contendenti, il plotone di Amin minacciò di castrare i nomadi se questi non avessero rivelato dove fossero nascoste le loro lance.
Alto 1,93 metri per 120 kg di peso, durante il periodo di servizio nell'esercito Amin praticò la boxe e ottenne il titolo di campione dei pesi massimi dell'Uganda dal 1951 al 1960.

#### Promozioni nell'esercito
Dopo l'indipendenza ottenuta nell'ottobre 1962 Milton Obote, primo ministro dell'Uganda, ricompensò Idi Amin per la sua lealtà con la promozione a capitano nel 1963 e a vice comandante dell'esercito nel 1964. Nel 1965 Obote e Amin vennero implicati nel contrabbando di oro, caffè e avorio al di fuori di quella che ora è la Repubblica Democratica del Congo.
Un'indagine parlamentare in proposito, richiesta dal Presidente Mutesa (che era anche Kabaka, ovvero re, del Buganda), mise Obote sulla difensiva. Nel 1966 Obote promosse Amin generale e comandante dell'esercito, fece arrestare cinque ministri, sospese la costituzione del 1962 e si proclamò nuovo presidente. Nello stesso anno Mutesa venne costretto ad andare in esilio in Inghilterra dove rimarrà fino alla sua morte nel 1969.
Amin iniziò a reclutare membri delle etnie nubiane (kawka, lugbare e altre) provenienti dall'area a ovest del Nilo che si trova vicino alla frontiera con il Sudan. Queste tribù vivevano in Uganda dall'inizio del XX secolo e vi erano giunte dal Sudan per servire nell'esercito coloniale. In Uganda erano comunque percepiti come sudanesi (e quindi stranieri) ed erroneamente chiamati anyanya (gli anyanya sono i ribelli sudanesi del sud nella Prima Guerra Civile Sudanese e non sono mai stati presenti in Uganda). Le dichiarazioni insistono sul fatto che l'esercito di Idi Amin era formato principalmente da soldati sudanesi - un equivoco in quanto molti dei gruppi etnici presenti nel nord dell'Uganda abitano anche il Sudan.

### La presa del potere
Dopo aver appreso che Obote pianificava il suo arresto per essersi appropriato di stanziamenti per le armi, Amin organizzò un colpo di Stato che gli permise di prendere il potere il 25 gennaio 1971, mentre Obote partecipava a un summit del Commonwealth a Singapore.
La presa del potere da parte di Amin venne ben accolta sia in Uganda sia nel blocco occidentale: ad appoggiarlo inizialmente furono infatti Israele, Sudafrica e Gran Bretagna (in un appunto per uso interno, il Foreign Office britannico lo descriveva come «un tipo splendido e un buon giocatore di calcio», in inglese «A splendid type and a good football player»). Organizzò nell'aprile del 1971 per il presidente Mutesa, morto in esilio, un funerale di Stato, liberò molti prigionieri politici e sciolse la polizia segreta (General Service Unit).

### Al governo dell'Uganda

#### I primi anni e le tensioni internazionali
(Idi Amin in un radiomessaggio del 26 agosto 1972)

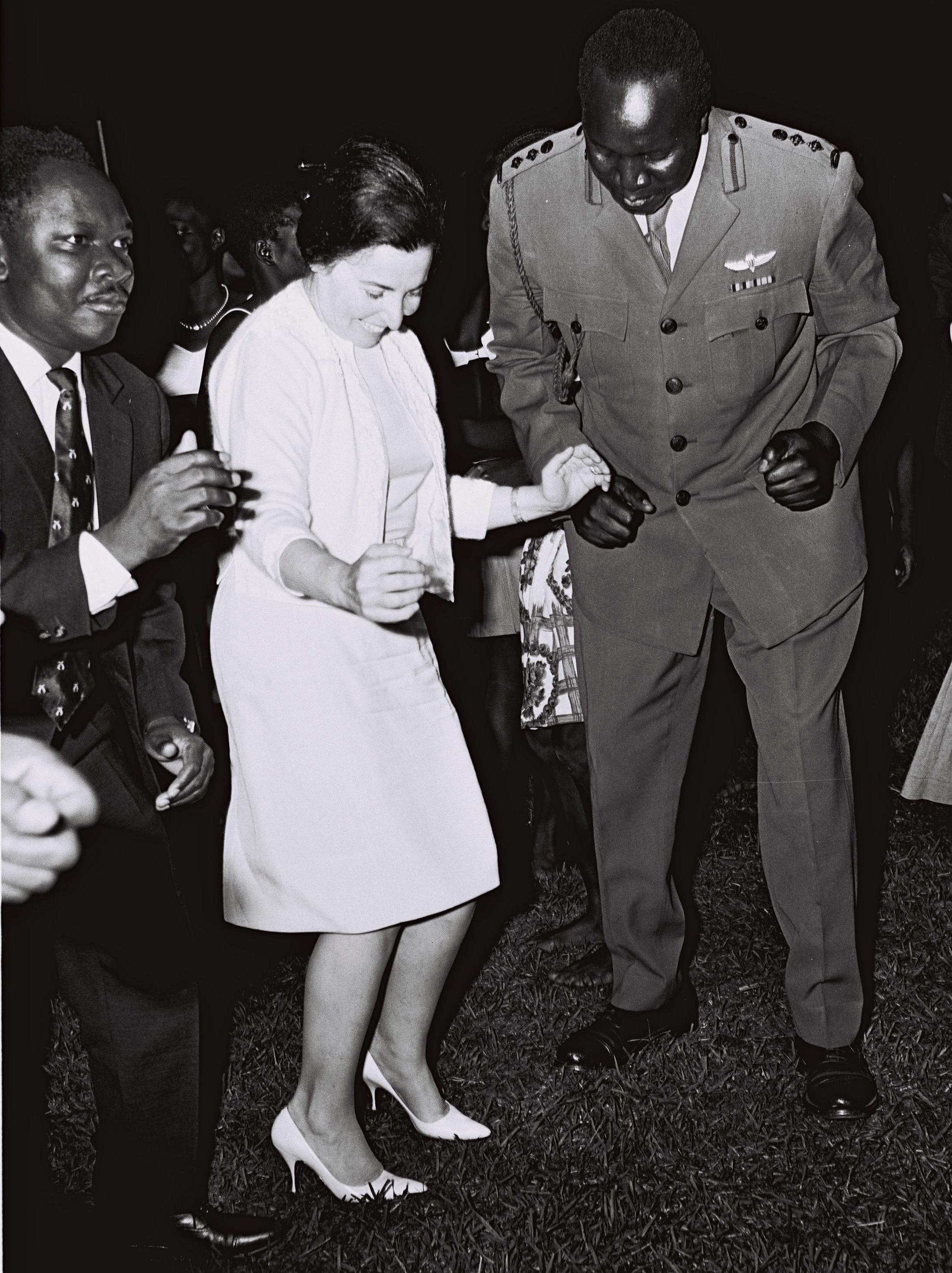
Idi Amin balla con Miriam Eshkol, moglie del primo ministro israeliano Levi Eshkol

Una volta al governo Amin promise di far tenere elezioni nei mesi successivi. Subito dopo la presa del potere, comunque, Amin creò il cosiddetto "State Research Bureau" il quale dirigeva le squadre della morte che si occuparono di scovare e assassinare i sostenitori di Obote così come gli intellettuali che non godevano della fiducia del nuovo regime. I capi militari che non avevano sostenuto il colpo di Stato vennero giustiziati, molti tramite impiccagione.
Obote si rifugiò in Tanzania, da dove cercò di riconquistare il paese tramite un'invasione militare nel settembre del 1972, senza successo. I sostenitori di Obote presenti nell'esercito ugandese, principalmente appartenenti alle tribù Acholi e Lango, furono coinvolti nel tentativo di invasione. Amin per ritorsione bombardò le città tanzaniane ed eliminò gli ufficiali acholi e lango dal proprio esercito. Le violenze etniche scatenate crebbero fino a includere l'intero esercito e anche i civili. Nella misura in cui la violenza aumentava Amin diventava via via più paranoico, avendo paura di un golpe contro il suo governo. Il Nile Mansion Hotel di Kampala divenne famigerato come centro di interrogatori e tortura. Anche il Kabaka Palace, un'altra delle residenze del dittatore, fu teatro di sevizie e uccisioni di prigionieri; nei sotterranei dell'edificio furono costruite camere di tortura e si stima che vi siano morti più di 200.000 prigionieri, durante gli anni di dittatura da parte di Amin Dada.

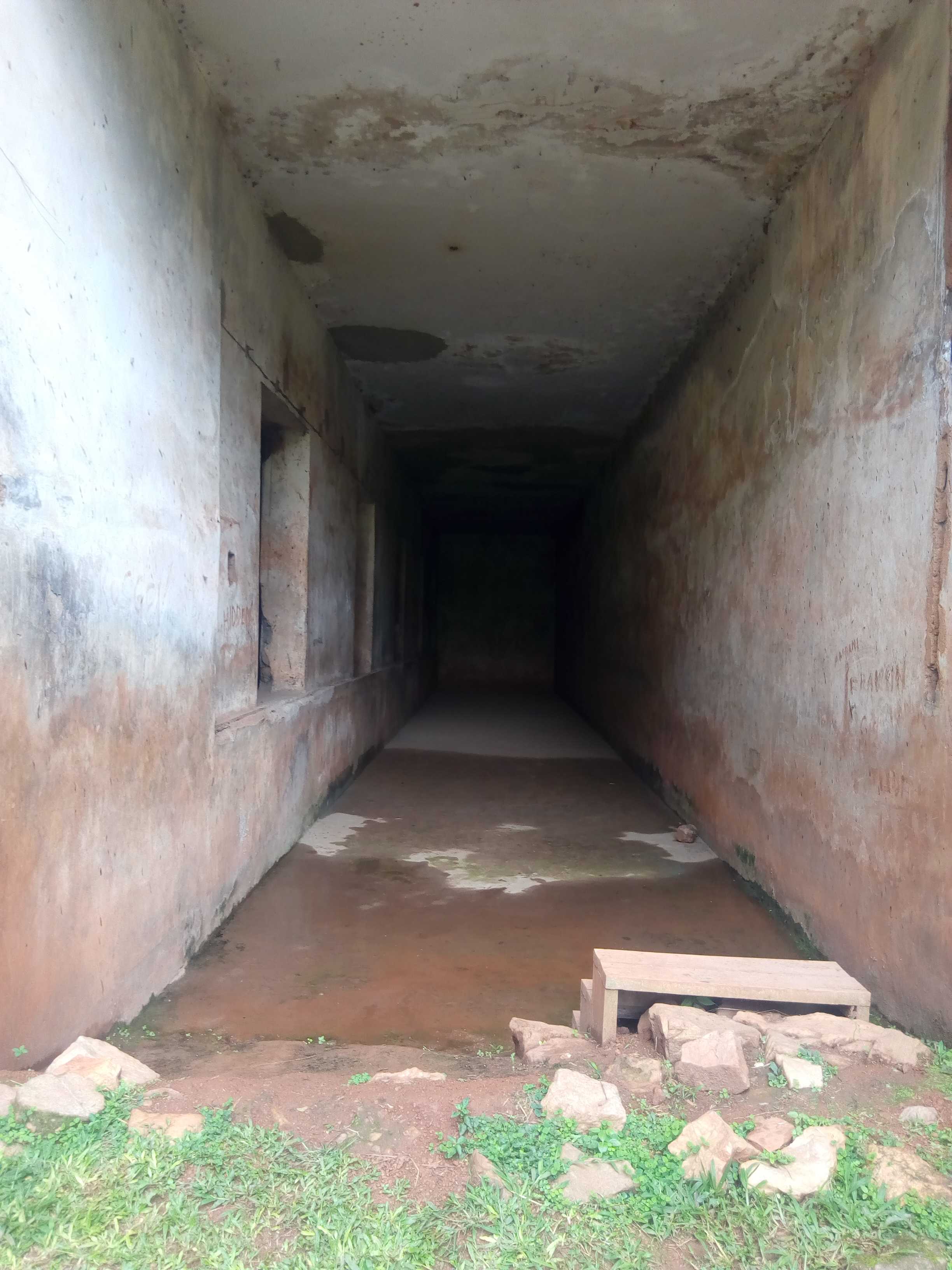
Ingresso delle camere di tortura presso il Kabaka Palace

Il 4 agosto 1972 Amin stabilì l'espulsione degli asiatici dall'Uganda, dando ai 50.000 asiatici ugandesi (la maggior parte indiani di origine gujarati) novanta giorni per lasciare l'Uganda: disse questo perché aveva fatto un sogno nel quale, dichiarò, Allah gli diceva di cacciarli. Questa espulsione, che faceva parte di un progetto più complesso che egli chiamò "economia di guerra", causò naturalmente una significativa diminuzione degli induisti e dei musulmani presenti nel paese, oltre a un significativo declino dell'economia del paese, in quanto gli asiatici gestivano la maggior parte delle piccole e medie imprese ugandesi.
Sempre nel 1972 Amin troncò le relazioni diplomatiche con lo Stato di Israele (ebbe a dichiarare infatti: "Sono dei criminali e non sono persone affidabili, in quanto non raccontano al mondo la verità. Sono stati accolti in Palestina come rifugiati, per poi utilizzare le armi americane e inglesi per cambiare il territorio nello Stato di Israele.” aggiungendo poi la controversa affermazione: “Hitler ha fatto bene a uccidere sei milioni di ebrei"), intensificando le relazioni con Muʿammar Gheddafi (capo di Stato della Libia) e con l'Unione Sovietica. Di conseguenza, nel 1973 gli Stati Uniti d'America chiusero la loro ambasciata a Kampala e nel 1976 il Regno Unito chiuse il suo Alto Commissariato in Uganda, seguiti poi da altri paesi come la Francia.
Sotto la guida di Amin l'Uganda pianificò un grande incremento delle spese militari, il che preoccupò molto Nairobi. Durante i primi giorni di giugno del 1975 le autorità del Kenya sequestrarono un grande convoglio di armi di fabbricazione sovietica, partito dal porto di Mombasa e destinato all'Uganda.
La tensione tra Kenya e Uganda raggiunse il suo massimo nel febbraio del 1976, quando il presidente Amin improvvisamente annunciò che era sua intenzione investigare in merito alla possibilità che larga parte del sud del Sudan e il Kenya occidentale e centrale, fino a 32 km da Nairobi, fossero storicamente parte dell'Uganda in epoca coloniale. Il governo keniota rispose due giorni dopo con uno scarno comunicato in cui diceva che non "un solo centimetro di territorio" sarebbe stato ceduto. Amin fece marcia indietro solo dopo che il Kenya dispiegò truppe e mezzi corazzati lungo il confine tra i due paesi.
Amin aveva anche un forte legame con l'Organizzazione per la Liberazione della Palestina (OLP): l'ambasciata ugandese fu offerta all'OLP come quartier generale. Il volo AF139, un aereo dell'Air France dirottato da Atene il 27 giugno 1976, fu invitato da Amin a fare sosta all'Entebbe International Airport nella città di Entebbe, che dista 32 km dalla capitale Kampala. I dirottatori, che erano sostenuti dall'esercito di Amin, chiedevano in cambio del rilascio di 256 ostaggi la liberazione di 53 membri dell'OLP e della Rote Armee Fraktion (organizzazione armata tedesca, nota anche come "banda Baader Meinhof"). Amin visitò gli ostaggi in più di una occasione. I dirottatori acconsentirono a rilasciare tutti gli ostaggi, meno coloro che erano di nazionalità israeliana. Le persone liberate, tramite un aereo fornito da Amin, sarebbero state trasportate in Europa, mentre gli israeliani sarebbero stati trattenuti. L'equipaggio dell'Air France, comunque, rifiutò di essere liberato finché tutti i passeggeri non fossero stati rilasciati.
A mezzanotte del 3 luglio 1976 le forze speciali israeliane, in quella che fu chiamata Operazione Entebbe, attaccarono l'aeroporto, riuscendo a liberare tutti gli ostaggi meno quattro che furono uccisi (uno per errore dai soldati israeliani, due dagli ugandesi e un'altra, la settantacinquenne Dora Bloch, che era stata trasferita in ospedale prima dell'operazione di salvataggio, fu uccisa per ordine diretto di Amin da due ufficiali dell'esercito dopo il salvataggio degli ostaggi). Uno dei componenti del commando fu ucciso, si trattava di Yonatan Netanyahu, fratello del futuro Primo Ministro israeliano Benjamin Netanyahu. Durante l'operazione l'aeronautica ugandese fu fortemente danneggiata e i suoi caccia furono distrutti.
Fu il governo francese a sollecitare Amin Dada, vicino ai paesi occidentali, ad accettare di ricevere l'aereo sequestrato per impedire ai dirottatori di cercare rifugio in un paese più lontano a livello diplomatico. Il dittatore ugandese fu avvertito solo quando l'aereo stava già sorvolando Entebbe e gli fu negato l'accesso all'aereo dal commando.

#### La crisi del regime
Il successo dell'operazione israeliana contribuì in maniera sostanziale alla caduta del regime di Amin, perché in seguito a essa si intensificò la resistenza al regime e si moltiplicarono gli atti di sabotaggio, che peraltro danneggiarono la nazione durante gli ultimi anni del suo governo. Le sue famigerate "visioni" e il suo comportamento eccentrico hanno accreditato l'ipotesi, avanzata da Debora Hayden nel suo saggio Pox: Genius, Madness and the Mysteries of Syphilis, che Idi Amin soffrisse di neurosifilide.
Tra le personalità uccise da Idi Amin ci sono: Benedicto Kiwunuka, ex primo ministro e poi presidente della Corte suprema; Janani Luwum, arcivescovo anglicano; Joseph Mubiru, che ricoprì la carica di governatore della banca centrale; Frank Kalimuzo, vice cancelliere della Mekerere University; e Byron Kawadwa, un importante drammaturgo. Amin fece anche uccidere un missionario irlandese.
Con il passare degli anni, Amin divenne sempre più eccentrico e logorroico. Indossava un'uniforme militare dalla giacca particolarmente lunga, sulla quale appuntava molte medaglie della Seconda guerra mondiale, incluse la Military Cross e la Victoria Cross. Si conferì molti titoli, fra i quali "Re di Scozia" (King of Scotland).
Nel 1977, dopo che la Gran Bretagna ruppe le relazioni diplomatiche con l'Uganda, Amin dichiarò di aver vinto l'Inghilterra e si conferì la decorazione CBE, ossia di Conqueror of British Empire (= conquistatore dell'impero britannico). Radio Uganda annunciava per intero il suo nuovo titolo ("Sua Eccellenza Al-Hadji Feldmaresciallo Dottor Idi Amin Dada, VC, DSO, MC, CBE, Presidente a vita della Repubblica dell'Uganda").
Amin amava molto le macchine da corsa (ne possedeva molte), la boxe e i cartoni animati Disney. Molti giornalisti stranieri lo consideravano comico ed eccentrico, mentre in Occidente veniva spesso messo in caricatura come un buffone, criminale e cannibale.
Nel 1977, comunque, la natura profondamente criminale del regime di Amin venne per la prima volta raccontata dall'interno. Henry Kyemba, ministro della sanità sotto Amin e in precedenza ufficiale durante il primo regime di Obote, temendo per la propria incolumità se fosse rimasto in Uganda, approfittò di un viaggio intrapreso al fine di partecipare a una conferenza dell'Organizzazione Mondiale della Sanità per defezionare. Rifugiatosi in Inghilterra, Kyamba scrisse e pubblicò A State of Blood, un racconto che rivelò la vera natura del regime di Amin, distruggendo l'alone di comicità e di eccentricità che resisteva intorno alla sua figura.

#### Deposizione ed esilio

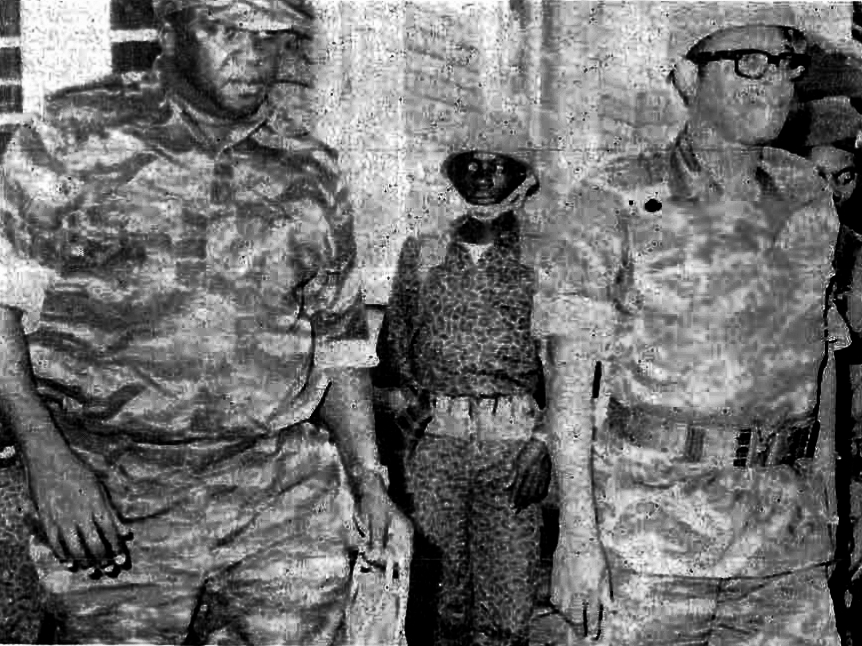
Idi Amin fa visita a Mobutu nell'aprile del 1977

Nell'ottobre del 1978 Amin ordinò l'invasione della Tanzania, mentre nello stesso tempo cercava di reprimere un ammutinamento militare. Con l'aiuto di truppe libiche tentò di annettersi la regione del Kagera (nel nord della Tanzania). La Tanzania, con a capo il presidente Julius Nyerere, dichiarò guerra all'Uganda e iniziò un contrattacco a cui parteciparono anche gli esiliati ugandesi.
L'11 aprile 1979 Amin dovette abbandonare la capitale Kampala in quanto l'esercito tanzaniano, aiutato dagli esuli ugandesi che si erano riuniti nell'Uganda National Liberation Army, prese la città. Le perdite totali dell'esercito tanzaniano furono di un carro armato. Amin andò in esilio, inizialmente in Libia, su un Bell UH-1 registrato come 5X-UWG e vi rimase fino al dicembre 1979 o, secondo altre fonti, fino all'inizio del 1980; successivamente trovò rifugio in Iraq, prima di trovare finalmente asilo in Arabia Saudita.
Aprì un conto corrente a Gedda e vi risiedette, vivendo grazie a uno stipendio governativo. Il nuovo governo ugandese scelse di lasciarlo in esilio, dichiarando che Amin avrebbe dovuto rispondere dei suoi crimini se mai fosse ritornato. Il motivo per cui i sauditi non gli permisero di parlare fu per il danno che essi credevano avrebbe arrecato all'Islam.
Nel 1989 Amin, che aveva sempre ritenuto che l'Uganda avesse bisogno di lui e non aveva mai espresso rimorso per gli abusi del suo regime, tentò di ritornare in Uganda, apparentemente per capitanare un gruppo armato organizzato dal Colonnello Juma Oris. Riuscì ad arrivare fino a Kinshasa, Zaire (adesso Repubblica Democratica del Congo), ma fu affrontato dal Presidente dello Zaire, Mobutu, che, dopo un momento iniziale di tensione, in cui si sfiorò lo scontro fra i fedeli di Amin e le guardie presidenziali zairesi, lo convinse a ritornare in Arabia Saudita.
Verso la fine degli anni novanta le condizioni di salute dell'ex dittatore peggiorarono a causa di una grave forma di insufficienza renale. Il suo peso salì a circa 170 chili. Il 20 luglio 2003 una delle sue mogli, Madina, dichiarò che era prossimo alla morte e si trovava in coma presso l'ospedale specialistico King Faisal di Gedda. Madina pregò il presidente dell'Uganda Yoweri Museveni di permettergli di morire in Uganda. La risposta fu che se fosse ritornato avrebbe dovuto "rispondere per i propri peccati".
Idi Amin morì in Arabia Saudita, dove era ricoverato in coma per problemi renali, il 16 agosto 2003 e fu sepolto nel cimitero Ruwais di Gedda.
Il 17 agosto 2003 David Owen ha dichiarato in un'intervista a BBC Radio 4 che, mentre ricopriva la carica di ministro degli Esteri nel governo britannico (1977-1979), aveva suggerito di assassinare Idi Amin. La sua idea fu respinta. Owen ha detto: "Il regime di Amin è stato il peggiore di tutti. È una vergogna il fatto che noi gli abbiamo permesso di rimanere al potere così a lungo".